# Grong
Grong är en tätort i Grongs kommun i Trøndelag fylke i mellersta Norge. Orten ligger vid älven Namsen och vid Nordlandsbanan, där fylkesväg 760 möter Europaväg 6. Den utgör kommunens centralort.